# Tripoplax balaenophila
Tripoplax balaenophila is een keverslakkensoort uit de familie van de Ischnochitonidae. De wetenschappelijke naam van de soort is voor het eerst geldig gepubliceerd in 2004 door Schwabe & Sellanes.